# 定远王
定远王，中国古代封爵之一。

## 元朝
封地在今云南省境内，为金镀银印龟纽王。
- 药木忽儿，大德三年（1299年）封定远王，赐鎏金银印龟纽。大德九年（1305年），改封威定王，换金印驼钮。至大元年（1308年），进封定王。